# Psychotria cuspidulata
Psychotria cuspidulata là một loài thực vật có hoa trong họ Thiến thảo. Loài này được (K.Krause) Standl. miêu tả khoa học đầu tiên năm 1930.